# Hard cross
Hard cross was een organisatie die in de jaren tachtig een serie Supercross-wedstrijden organiseerde. 
De banen waren uitsluitend aangelegd met hout, steen en beton en vooral de fabrieksteams hadden grote bezwaren tegen een dergelijke opzet vanwege het blessuregevaar van hun toprijders. Men leerde echter snel: in 1982 gingen er na de wedstrijd in Parijs twee rijders gezond naar huis, in 1985 waren er twee licht geblesseerden.